# Вронікув
Вронікув (пол. Wroników) — село в Польщі, у гміні Розпша Пйотрковського повіту Лодзинського воєводства.
Населення — 380 осіб (2011).
У 1975-1998 роках село належало до Пйотрковського воєводства.

## Демографія
Демографічна структура станом на 31 березня 2011 року:
|          | Загалом | Допрацездатний вік | Працездатний вік | Постпрацездатний вік |
| -------- | ------- | ------------------ | ---------------- | -------------------- |
| Чоловіки | 170     | 33                 | 119              | 18                   |
| Жінки    | 210     | 53                 | 108              | 49                   |
| Разом    | 380     | 86                 | 227              | 67                   |